# Georgetown (Saint Vincent e Grenadine)
Georgetown è un centro abitato di Saint Vincent e Grenadine, capoluogo della parrocchia di Charlotte.